# 陳元扞

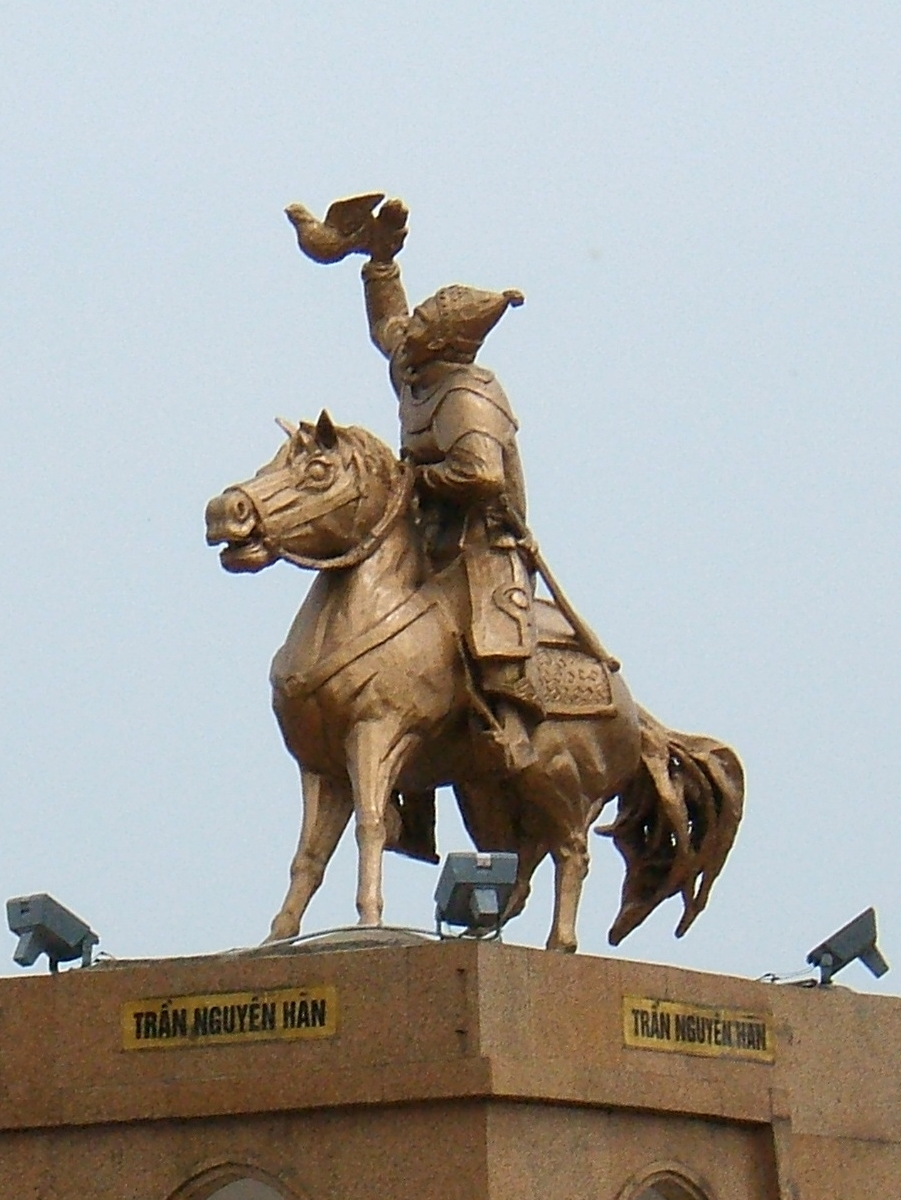
陳元扞

陳元扞（越南语：／，？—1429年），越南后黎朝初期将领，为蓝山起义时黎利麾下重要将领之一。
陳元扞是山西广威人（今越南河内市巴位县），是陈元旦的孙子，为陳朝宗室陳光啓的后代。黎利举行蓝山起义后，他在清化投奔了黎利，获封为司徒。1425年，陳元扞与上将尹弩（后赐姓黎弩）一起，带兵千余人攻打新平州和顺化州，在布政州用伏兵击败了明将任能。随后，在黎银率领的水军的支援下，陳元扞率水陆两军攻下二城，募得数万名士兵并北伐。
在崒洞祝洞之战获胜之后，黎利率兵攻打东关城，陳元扞率水军战船数百艘屯兵于步头作为后援。在1427年的支棱关之战中，乘明军与蓝山起义军交战之机，陳元扞率军攻占明军重要据点昌江城（在今谅江），并切断了明军粮道，使蓝山军得以大胜。
后黎朝建立之后，陳元扞被封为左相国，与阮廌、郑可、黎察、范文巧、丁列、黎银等人获得穿红绯的特权。然而，黎利对功臣非常猜忌。陳元扞私下将黎利比作越王勾践，被黎利得知，大怒，在1429年将他处死。